# Commission d'enquête parlementaire en Belgique
En Belgique, une commission d'enquête parlementaire désigne une commission parlementaire constituée de politiciens ayant pour but d'examiner ou d’enquêter à propos d'un évènement particulier en respectant un délai déterminé.

## Déroulement
Les parlementaires, de la Chambre ou du Sénat, peuvent décider de créer des commissions d'enquête en vertu de l'article 56 de la Constitution belge ainsi que de la loi du 3 mai 1880 sur le droit d'enquête.
Elles sont mandatées sur la base d'une proposition émanant d'un membre du parlement et disposent des pouvoirs attribués aux juges d'instruction. Les commissaires peuvent alors entendre et confronter des témoins, faire appel à des experts, ordonner des perquisitions etc. Cependant, ils n'ont pas le droit de juger les suspects, ceci étant du ressort du SPF Justice si des poursuites devaient être intentées. Les travaux des commissions peuvent alors servir aux enquêtes judiciaires et au procès.
Les parlements des régions et des communautés ont aussi le droit de créer une commission d'enquête parlementaire.

### Composition
La commission d’enquête parlementaire belge est composée d'un nombre défini de députés dirigée par un président qu'ils choisissent.

## Commissions parlementaires à la Chambre
Voici une liste non exhaustive reprenant certaines commissions d’enquêtes notables dans la Chambre des représentants :
- 1959: à la suite des émeutes de janvier 1959 à Léopoldville.
- 1988: à la suite du scandale Transnuklear avec le SCK CEN.
- 1988: à la suite des tueries du Brabant.
- 1996 : à la suite de l'affaire Dutroux.
- 1996 : concernant les sectes en Belgique[2].
- 2002 : à la suite de la faillite de la Sabena.
- 2016 : à la suite des Attentats de Bruxelles.
- 2016 : à la suite du Kazakhgate.
- 2020 : commission d'enquête sur le passé colonial belge[3].
- 2024 : à la suite de l'Opération Calice.